# Kaufman Straus
Kaufman-Straus was een lokaal warenhuis dat actief was in Louisville, Kentucky. Het heeft bestaan van 1879 tot 1969. 

## Geschiedenis
In 1879 opende de plaatselijke winkelbediende Henry Kaufman de eerste winkel op Jefferson tussen de 7th en 8th Street. Vier jaar later ging Benjamin Straus een samenwerking aan met Kaufman. In 1887 verhuisde de Kaufman-Straus-winkel naar South 4th Street naar een winkelruimte die gehuurd werd van de Polytechnic Society of Kentucky. De nieuwe vlaggenschipwinkel werd geopend in 1903, op 533-49 South 4th Street in een pand ontworpen door de plaatselijke architect Mason Maury. In 1924 werd Kaufman-Straus overgenomen door City Stores Company. Het jaar daarop onderging de vlaggenschipwinkel een uitgebreide renovatie. City Stores wijzigde de naam van het bedrijf in 1960 in Kaufman's. Het bedrijf exploiteerde twee winkels in de buitenwijken van Louisville in de St. Matthews Mall en Dixie Manor. 
In 1969 werd Kaufman's overgenomen door L.S. Ayres, waarna de naam wijzigde. De winkel in het centrum van Louisville werd in 1971 uiteindelijk gesloten. De andere twee winkels gingen sloten later ook hun deuren. 
De vlaggenschipwinkel, een gebouw van zes verdiepingen, werd in 1983 aan het National Register of Historic Places toegevoegd.